# Római kori legénységi barakk
A római kori legénységi barakk a Budapest III. kerületében, a Vöröskereszt u. 1-3. - Miklós u. 5. szám alatt feltárt katonai szállás, latinul contubernium.
Az épület nyújtott téglalap alakú volt, benne a legénység és az alegységparancsnok hálóhelyei, valamint irodák, fegyvertár, és gazdasági helyiségek (magtár, őrlőhely, kemence) voltak. A barakkokat alegységek szerint, szabályosan helyezték el a katonai táborok területén. Ez az Aquincumban feltárt barakk a 2. században épült és a 4. századig használták. A késő római korban apszisos csarnokká építették át. A 14-15. században egy ferences kolostor épült rá. Az épületet 1973-74-ben Szirmai Krisztina és Altmann Júlia tárta fel, és Istvánfi Gyula tervei alapján konzerválták 1979-ben.

## Ajánlott irodalom
Szirmai Krisztina-Altmann Júlia: Előzetes jelentés a ferencesek temploma és a via praetoriától északra húzódó római kori épületmaradványok régészeti kutatásáról (Budapest régiségei 24, 1976)